# Émile Paladilhe
Émile Paladilhe (Montpeller, Llenguadoc-Rosselló, 3 de juny de 1844 - París, 6 de gener de 1926) fou un compositor francès.
Fill d'un metge, aficionat a la música, rebé del seu pare les primeres lliçons en aquell art, i després fou deixeble de l'organista de la catedral de Montpeller, Sebastià Boixet, aprofitant els seus estudis, que ben aviat se'l considerà un nen prodigi. Admès en el Conservatori de París, cursà orgue, piano i composició, tenint per mestres a Benoist, Marmontel i Halévy, i aconseguí tants avançaments en el seu art, que el 1860 aconseguí el premi de Roma, malgrat que llavors només contava setze anys; atorgant-se-li aquell premi per la seva cantata Ivan IV, que fou executada a l'Òpera de París.
Anteriorment ja havia estat premiat en altres concursos menys importants. Durant la seva estada a Roma assolí enorme èxit la melodia que allà va compondre, titulada Mandolinata. Aviat es donà conèixer Paladilhe per la composició d'obres més importants, com ara una missa amb acompanyament d'orquestra, dues simfonies, les òperes còmiques:
- Le passant, (1872),
- L'amour africaine, (1874),
- Suzanne, (1878),
- Diana, (1885).
- Patrie!, òpera clàssica (1888), etc.

Des del 1892 fou membre de l'Institut de França; també fou membre de la Comissió d'estudis del Conservatori de París i oficial de la Legió d'Honori d'Instrucció Pública.
entre les altres produccions, cap de les quals va tenir grandiós èxit de Mandolinata, i figuren:
- Vanina, (1890),
- Les Saintes-Maries de la Mer, oratori (1892),
- Princesse Dalila, (1897),
- Stabat, (1903), obres per a orquestra, motets, misses solemnes, obres per a orquestra, sis Melodies écossaise, etc.

Fou professor del Conservatori de París, on tingué molts alumnes, entre ells a Georges Hüe, el qual seria un prolific compositor.